# Портел (Пара)

Портел на карте штата.

Портел (порт. Portel) — муниципалитет в Бразилии, входит в штат Пара. Составная часть мезорегиона Маражо. Входит в экономико-статистический микрорегион Портел. Население составляет  52 172 человек на 2010 год. Занимает площадь 25 384,960 км². Плотность населения — 2,06 чел./км².

## История
Город основан 24 января 1758 года.

## Демография
Согласно сведениям, собранным в ходе переписи 2010 г. Национальным институтом географии и статистики (IBGE), население муниципалитета составляет:
| Полное население                               | Полное население                               | Полное население                               | Полное население                               | 52 172 |
| ---------------------------------------------- | ---------------------------------------------- | ---------------------------------------------- | ---------------------------------------------- | ------ |
| в том числе:                                   | Городское население                            | 24 852                                         | Процент городского населения, %                | 47,63  |
|                                                | Сельское население                             | 27 320                                         | Процент сельского населения, %                 | 52,37  |
|                                                | Мужское население                              | 26 818                                         | Процент мужского населения, %                  | 51,40  |
|                                                | Женское население                              | 25 354                                         | Процент женского населения, %                  | 48,60  |
| Плотность населения, чел/км²                   | Плотность населения, чел/км²                   | Плотность населения, чел/км²                   | Плотность населения, чел/км²                   | 2,06   |
| Население муниципалитета в % к населению штата | Население муниципалитета в % к населению штата | Население муниципалитета в % к населению штата | Население муниципалитета в % к населению штата | 0,69   |

По данным оценки 2015 года население муниципалитета составляет 58 282 жителя.

## Статистика
- Валовой внутренний продукт на 2003 год составляет 117 229 255,00 реалов (данные: Бразильский институт географии и статистики).
- Валовой внутренний продукт на душу населения на 2003 год составляет 2826,10 реалов (данные: Бразильский институт географии и статистики).
- Индекс развития человеческого потенциала на 2000 год составляет 0,608 (данные: Программа развития ООН).

## География
Климат местности: тропический.

## Важнейшие населенные пункты
| № | Населённый пункт | Населённый пункт (порт.) | Категория | Население чел. (2010) | На карте                       |
| - | ---------------- | ------------------------ | --------- | --------------------- | ------------------------------ |
| 1 | Портел           | Portel                   | город     | 24 852                | 1°56′07″ ю. ш. 50°49′11″ з. д. |
| 2 | АБЦ-Тропикал     | Abc Tropical             | поселок   | 1060                  | 2°41′41″ ю. ш. 50°31′46″ з. д. |